# Una ragazza a Saint-Tropez
Una ragazza a Saint-Tropez (Le Gendarme de Saint-Tropez) è un film del 1964 diretto da Jean Girault. È stato il primo grande successo dell'attore Louis de Funès, che interpretò il maresciallo Ludovic Cruchot della Gendarmerie nationale nella fortunata serie de I Gendarmi di Saint-Tropez. La pellicola ha ottenuto un enorme successo commerciale, piazzandosi al nº 1 al botteghino d'oltralpe del 1964.

## Trama

Louis de Funès in una scena del film

Ludovic Cruchot, un gendarme in un piccolo villaggio delle Alte Alpi francesi, viene promosso maresciallo e trasferito presso il comune balneare di Saint-Tropez sulla Costa Azzurra, agli ordini del maresciallo capo Gerber.
Ben presto i gendarmi si trovano di fronte ad un problema: un gruppo di nudisti, che Cruchot riesce infine ad arrestare mentre fanno il bagno sulla spiaggia. Nel frattempo la figlia di Cruchot rimane abbagliata dal lusso della nuova città e, per essere accettata dai giovani borghesi del luogo, si inventa un ricco padre fittizio: miliardario, proprietario di uno yacht e chiamato Archibald Ferguson.

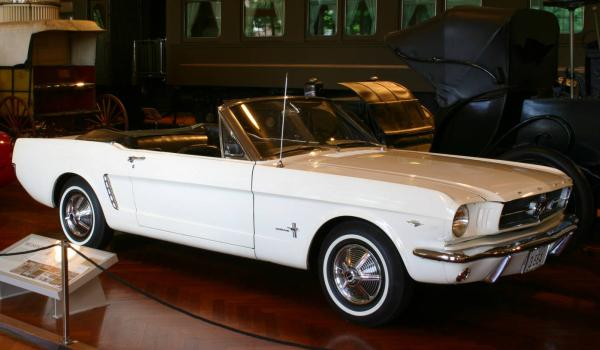
La Mustang simile a quella del film

Costretto da Nicole e suo malgrado, Cruchot si ritrova quindi immischiato nel giro di sua figlia, e le storie si intrecciano. Scopre inoltre che Nicole e il suo fidanzato hanno rubato e schiantato in un fosso una costosa Mustang sportiva. A loro insaputa la macchina appartiene a una banda di ladri che hanno rubato un quadro di Rembrandt, che la gendarmeria da tempo cercava di recuperare e che è ancora nel bagagliaio. Cruchot riesce a tirar fuori l'auto dal fosso e si rende conto, con orrore, che gli oggetti che aveva buttato via per riparare una foratura, tra cui il quadro, sono oggetti di enorme valore.

Il ladro, pretendendo di essere il proprietario legittimo del Rembrandt, rapisce Cruchot. Allora la figlia di Cruchot ed i suoi amici inseguono il gruppo di ladri e rapitori, salvano Cruchot e restituiscono il dipinto al vero proprietario.

## Notizie e curiosità
- La sequenza in macchina con suor Clotilde è stata girata dal famoso stuntman Gil Delamare.
- Questo film segna l'inizio di una serie di sei commedie con il gendarme Cruchot, che ha lanciato definitivamente la carriera cinematografica di Louis de Funès avendo un notevole successo in Francia per tutti gli anni 1960, 1970 e 1980.
- I sei gendarmi sono: Louis de Funès (6 film), Michel Galabru (6 film), Michel Modo (6 film), Guy Grosso (6 film), Jean Lefebvre (4 film) e Christian Marin (4 film)
- Le riprese sono state effettuate a Saint-Tropez e negli Studios Riviera[4] a Nizza.
- Inizialmente, il maresciallo capo Gerber avrebbe dovuto essere interpretato da Pierre Mondy, ma quest'ultimo era all'epoca occupato al teatro e non ha potuto partecipare al film. È stato sostituito da Michel Galabru, che è rimasto in tutti i successivi episodi, con grande successo, diventando uno dei partner preferiti di de Funès.[5]
- Il doppiaggio della versione italiana di questo primo film dei 6 gendarmi è stato curato (caso unico in tutta la serie) dalla C.I.D.; e la voce di De Funès è stata affidata (anche in questo caso, per l'unica volta nel contesto dei sei film dedicati al gendarme di Saint-Tropez) a Carlo Baccarini.

## Colonna sonora
- Do you, do you, do you Saint-Tropez (Douliou Douliou Saint-Tropez), interpretata da Geneviève Grad. Questa canzone è stata ripresa nello stesso anno dalla cantante canadese Jenny Rock con il titolo Douliou Douliou (Douliou) Saint-Tropez, e nuovamente da Quentin Mosimann nel 2011. La band metal tedesca Edguy incise nel 2001 il singolo "La Marche des Gendarmes" riprendendo il tema della canzone in chiave metal. Nella copertina del singolo appare il solo Tobias Sammet in divisa da gendarme.
- Zorro est arrivé, interpretata da Henri Salvador.

## Critica

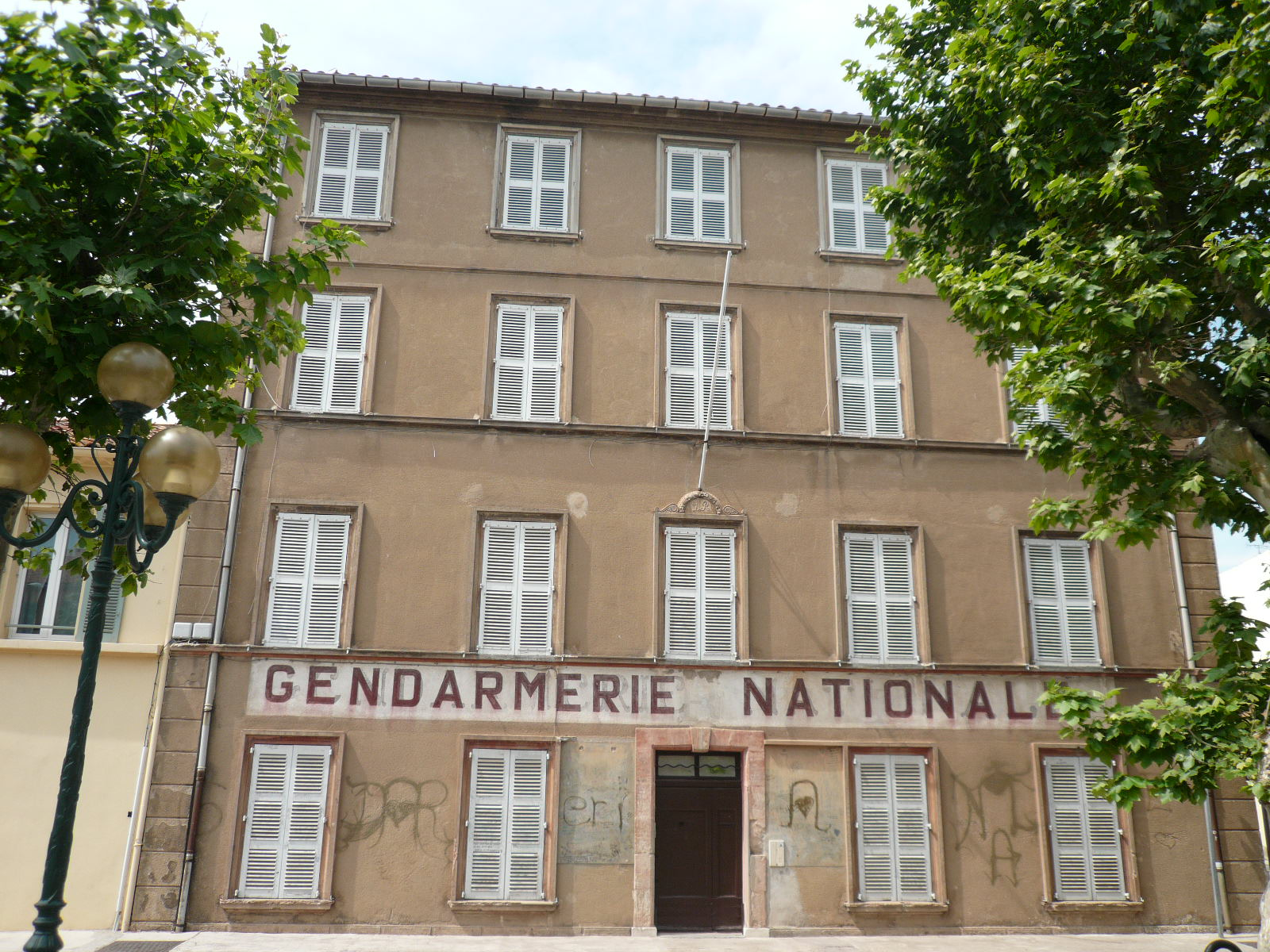
L’antica gendarmeria di Saint-Tropez che è servita da sfondo ai primi cinque episodi della serie.

Le riprese sono durate sei settimane ed il budget pur se limitato ha permesso comunque di inserire nel cast un nutrito stuolo di bravi attori che, eccetto alcune modifiche, rimane lo stesso per tutti e sei gli episodi di questa serie di film. Il ciclo presenta quindi diverse caratteristiche comuni: la sceneggiatura e i dialoghi sempre curati dal collaudato duo Jean Girault-Jacques Vilfrid, le musiche sono costantemente opera del maestro Raymond Lefèvre che crea per l'occasione la canzone Douliou douliou Saint-Tropez, la famosa marcia dei gendarmi.
Il film inizia in bianco e nero, poi con la promozione di Cruchot a maresciallo e il conseguente trasferimento sulla Costa Azzurra si colora. Il neo-maresciallo si mostra subito intransigente, in particolare con i nudisti che popolano le spiagge locali, uno dei Leitmotiv della serie, anche se di fronte ai superiori cambia subito atteggiamento. La parte permette quindi al comico francese di essere capo e subalterno al tempo stesso e di giocare con i rapporti di gerarchia, situazione da de Funès così sintetizzata: "Il gendarme? È tutta l'umanità! In fondo si lustrano sempre le scarpe dei superiori, ma ci si pulisce le mani sugli inferiori." Il maresciallo Cruchot, coi suoi scatti d'ira e le smorfie inconfondibili, diventa in breve una maschera, un personaggio familiare a tutti i francesi e non solo. La pellicola regge, come il resto del ciclo, su un'altra antinomia, quella che oppone de Funès ai giovani (specialmente la figlia Nicole). È come se lui incarnasse la Francia borghese e conservatrice che tenta inutilmente di arginare i mutamenti sociali e di costume, che esploderanno comunque qualche anno dopo, nel Maggio francese. "Dunque, il suo perenne arrabbiarsi e gesticolare animatamente non rappresenta altro che un'efficacissima metafora di questo sterile tentativo di reazione."

## Riconoscimenti
- 20ª Nuit du cinéma del Théâtre Marigny ai giardini dei Champs-Élysées
  - Victoire du cinéma per l'interpretazione di Louis de Funès

## Sequel
Il film ebbe cinque seguiti, per un totale quindi di sei pellicole:
- Tre gendarmi a New York (Le gendarme à New York) (1965)
- Calma ragazze, oggi mi sposo (Le gendarme se marie) (1968)
- 6 gendarmi in fuga (Le gendarme en balade) (1970)
- Il gendarme e gli extraterrestri (Le gendarme et les extra-terrestres) (1979)
- Le Gendarme et les gendarmettes (1982)